# 近西班牙

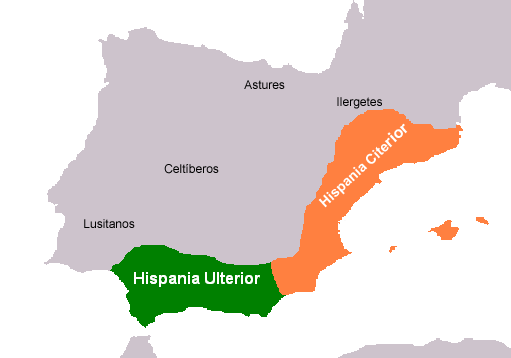
前197年的伊比利亚半岛

近西班牙（拉丁語：Hispania Citerior）是罗马共和国治下希斯帕尼亚（今伊比利亚半岛）的一个地区，大概位于现今西班牙的东北岸和埃布罗河河谷区域。